# Omar Berrada
Omar Berrada (Arabisch:  عمر برادة; Parijs, 18 april 1978), is een Frans zakenman, voetbalbestuurder en momenteel CEO van Manchester United.

## Carrière
Berrada werd geboren in Parijs, met ouders van Marokkaanse afkomst. Hij groeide op in Amerika, waar hij tot zijn 18e woonde. Daarna vertrok hij naar Barcelona om te studeren, deels omdat hij groot fan was van FC Barcelona. Voorafgaand aan zijn verhuizing volgde hij een technische opleiding in Massachusetts, maar na een half jaar besloot hij daarmee te stoppen. Uiteindelijk koos hij voor een opleiding Business Administration aan de EU Business School in Barcelona.
Zijn carrière begon bij het telecombedrijf Tiscali, waar hij ook zijn vrouw leerde kennen. Toen de CEO van Tiscali Spanje werd aangesteld als hoofd van marketing bij FC Barcelona, nam hij Berrada als assistent mee. Hij begon hij direct met Catalaanse les om de taal te leren. Hij werd na een tijd zelf hoofd van marketing. Tot hij in 2011 de club verliet.